# 铁路角龙属
铁路角龙（属名：Ferrisaurus）是加拿大不列颠哥伦比亚省苏斯图特盆地（探戈溪组）发现的一属纤角龙科角龙类恐龙。模式种兼唯一种是苏斯图特铁路角龙（Ferrisaurus sustutensis）。它是从不列颠哥伦比亚描述的首个非鸟类恐龙。

## 发现与命名

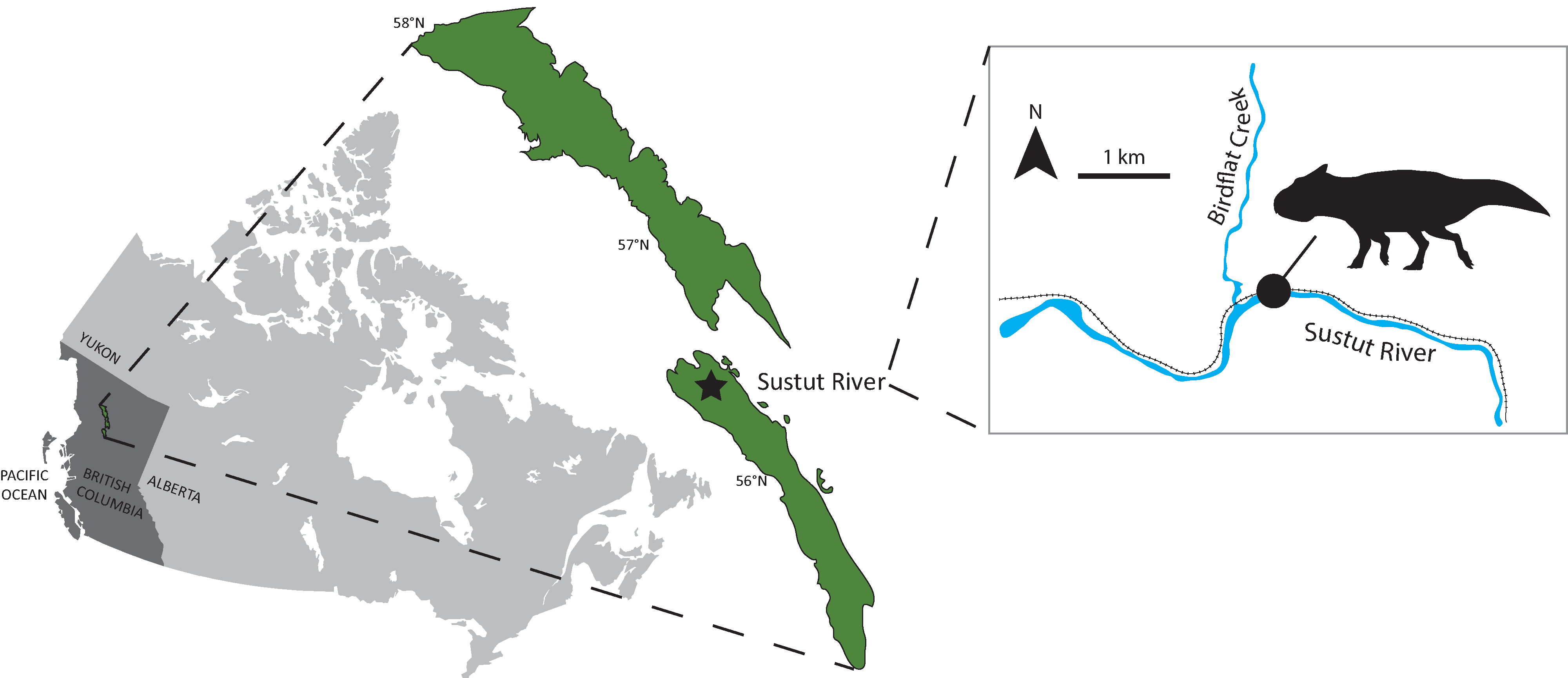
铁路角龙正模标本发地

化石于1971年在一次铀和钍的勘探中被肯尼·拉尔森（Kenny F. Larsen）发现，并于2004年捐赠给达尔豪斯大学。其于2008年被描述但没有命名，后来被送进维多利亚的皇家不列颠哥伦比亚博物馆的收藏中，最终于2019年被命名。正模标本RBCM P900昵称为布斯特（Buster），包含肩带、左前肢、左后肢及右脚等部位。
属名Ferrisaurus取自拉丁语ferrum（铁）及希腊语sauros（蜥蜴），指标本发现于铁路旁边。种名取自苏斯特河及苏斯图特盆地（Sustut Basin）。